# Andressa Cavalari Machry
Andressa Cavalari Machry, ismertebb nevén Andressinha (Roque Gonzales, Rio Grande do Sul, 1995. május 1. –) brazil női válogatott labdarúgó. A brazil első osztályú Palmeiras csapatának középpályása.

## Sikerei

### Klubcsapatokban
Brazil bajnok (2):
- Corinthians (2): 2020, 2021

Copa Libertadores győztes (1):
- Corinthians (1): 2021

Paulista bajnok (2):
- Corinthians (2): 2020, 2021

Amazonense bajnok (1):
- Iranduba (1): 2017

### A válogatottban
Brazília
- Copa América győztes (2): 2014, 2018
- Pánamerikai Játékok győztes (1): 2015
- Brazil Nemzetközi Torna aranyérmes (3): 2012,[2] 2014, 2016
- Jungcsuan Nemzetközi Torna győztes (1): 2017